# Guillermo Lasso
Guillermo Lasso Mendoza (n. 16 noiembrie 1955, Guayaquil, Ecuador) este președinte al Republicii Ecuador din 24 mai 2021.